# Equipamentos dos jogadores de futebol

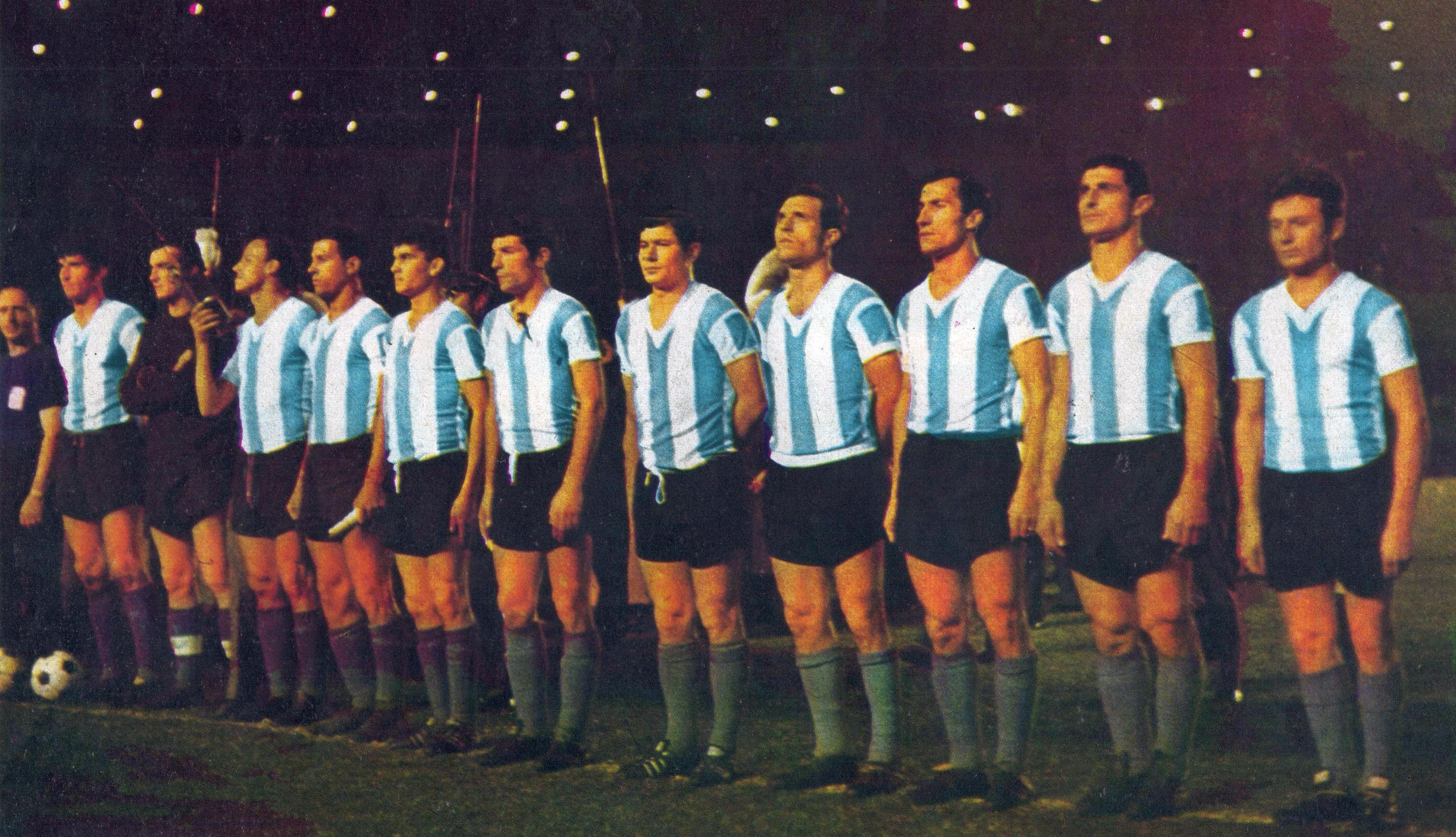
A equipe argentina de uniforme. Ano de 1964.

No futebol, o uniforme (português brasileiro) ou equipamento (português europeu) se refere à roupa e acessórios que devem ser utilizados pelos jogadores ao longo de uma partida oficial da FIFA. As regras do jogo estabelecem um equipamento básico que cada jogador deve utilizar, além de proibir objetos que possam ser perigosos tanto para o que os utilizam como para outrém. Algumas competições podem estipular outras restrições, como o regulamento do tamanho dos escudos nas camisetas ou esclarecer que em encontros nos quais ambas as equipes vistam cores idênticas ou semelhantes, a equipe visitante deve mudar para um uniforme diferente.

## Equipamento

### Equipamento básico
As regras definem o equipamento básico que deve ser usado por todos os jogadores na Lei 4 (Equipamento dos Jogadores). São especificadas cinco peças distintas: camisola (também conhecida por camisola), calções, meias (também conhecidas por meias), calçado e caneleiras. Os guarda-redes podem usar calças de fato de treino em vez de calções.